# Närtuna kyrka
Närtuna kyrka är en kyrkobyggnad i Närtuna i Norrtälje kommun i Uppsala stift och tillhör Närtuna församling. Kyrkan ligger på en strategisk plats vid den forna Långhundraleden som var en viktig vattenled mellan havet och Uppsala. Kyrkogården omges av en gråstensmur från 1700-talet. Norr om kyrkan ligger den före detta prästgården, en timrad byggnad med sadeltak som är uppförd 1827.

## Kyrkobyggnaden
Påträffade gravstensfragment antyder att en kyrkobyggnad troligen har funnits i Närtuna sedan 1100-talet. Första kyrkan på platsen var troligen en stavkyrka av trä som möjligen tillkom vid slutet av 1000-talet. Nuvarande kyrkobyggnad av gråsten uppfördes på medeltiden och består av rektangulärt långhus med rakt avslutat kor i öster. I nordost finns en vidbyggd sakristia och i sydväst ett vapenhus. Vid västra kortsidan finns ett kraftigt kyrktorn. Vid tornets norra sida finns en materialbod som byggdes till 1931. Tornet kröns av en huv med lanternin och materialboden av ett pulpettak. Övriga byggnadsdelar som långhus, sakristia och vapenhus täcks av varsina sadeltak. Ytterväggarna är belagda med puts. Kyrkorummet är indelat i tre kryssvälvda travéer. På norra korväggen ovanför dörren till sakristian finns spår av kalkmålningar.

### Tillkomst och medeltida ombyggnader
Kyrkans äldsta delar är sakristian och tornets nederdel som uppfördes vid slutet av 1100-talet och troligen hörde till föregående träkyrka. Tornet har troligen byggts i försvarssyfte, vilket dess kraftiga konstruktion och högt sittande ingång tyder på. Nuvarande långhus uppfördes omkring år 1300. Öster om långhuset fanns ett smalt kor som utvidgades till full bredd under senare hälften av 1400-talet. Vid samma tid försågs kyrkorummets tak med stjärnvalv och tornet byggdes på. Vapenhuset uppfördes omkring år 1500.

### Senare ombyggnader
På 1570-talet blåste den medeltida tornspiran ned vilket kan vara orsaken till att kyrkorummets takvalv fick slås om. Vid en reparation 1753-1754 fick sakristian och vapenhuset sina valv, och fönstren förstorades. 1791-1792 fick tornet huv med lanternin. Kyrkklockorna flyttade in i den nybyggda lanterninen och en klockstapel väster om kyrkan revs. Ytterväggarna spritputsades 1871. Vid arkitekt Ärland Noreens restaurering 1949 - 1950 återfick kyrkans interiör i stort sett det utseende den hade före arkitekt Johan Laurentz tidstypiska förändringar 1896.

## Inventarier
- Paten samt nattvardskärlets fot och mellanstycke är från 1300-talet.
- Predikstolen och altaret är förfärdigade under slutet 1700-talet av Johan Fröman från Almunge. Dessa har återinsatts vid renoveringen 1949 - 1950.
- Nuvarande dopfunt av sandsten är anskaffad 1950 och levererad av ateljé Libraria. Ett fragment av en medeltida dopfunt har hittats i kyrkogården och förvaras i vapenhuset.

### Orgel
- 1728 flyttades en orgel hit med 3 stämmor från Mörby slottskapell. Verket hade från början ett valsverk som styrdes med en vev och man kunde då spela vissa psalmer. Orgeln reparerades 1763 av Gabriel Lind, Vaxholm. 1819 såldes orgeln till Haga kyrka.
- Den nuvarande orgeln byggdes 1818 av Pehr Strand, Stockholm. Orgeln är mekanisk med slejflådor. Fasaden är samtida med orgeln i empirestil. Tonomfånget är på 54/18 och delningen mellan bas/diskant ligger mellan f0/f#0. Orgeln står på ett podium i kyrkans västra del. 1978 restaurerades orgeln av Åkerman & Lund Orgelbyggeri AB, Knivsta.

| Manual                | Pedal   |
| Borduna 16´ B/D       | Bihängd |
| Principal 8´ B/D      |         |
| Fugara 8´             |         |
| Gedackt 8'            |         |
| Octava 4'             |         |
| Rörfleut 4'           |         |
| Qvinta 3'             |         |
| Octava 2'             |         |
| Basun 16' B           |         |
| Trompet 8' B/D (1978) |         |

## Bildgalleri

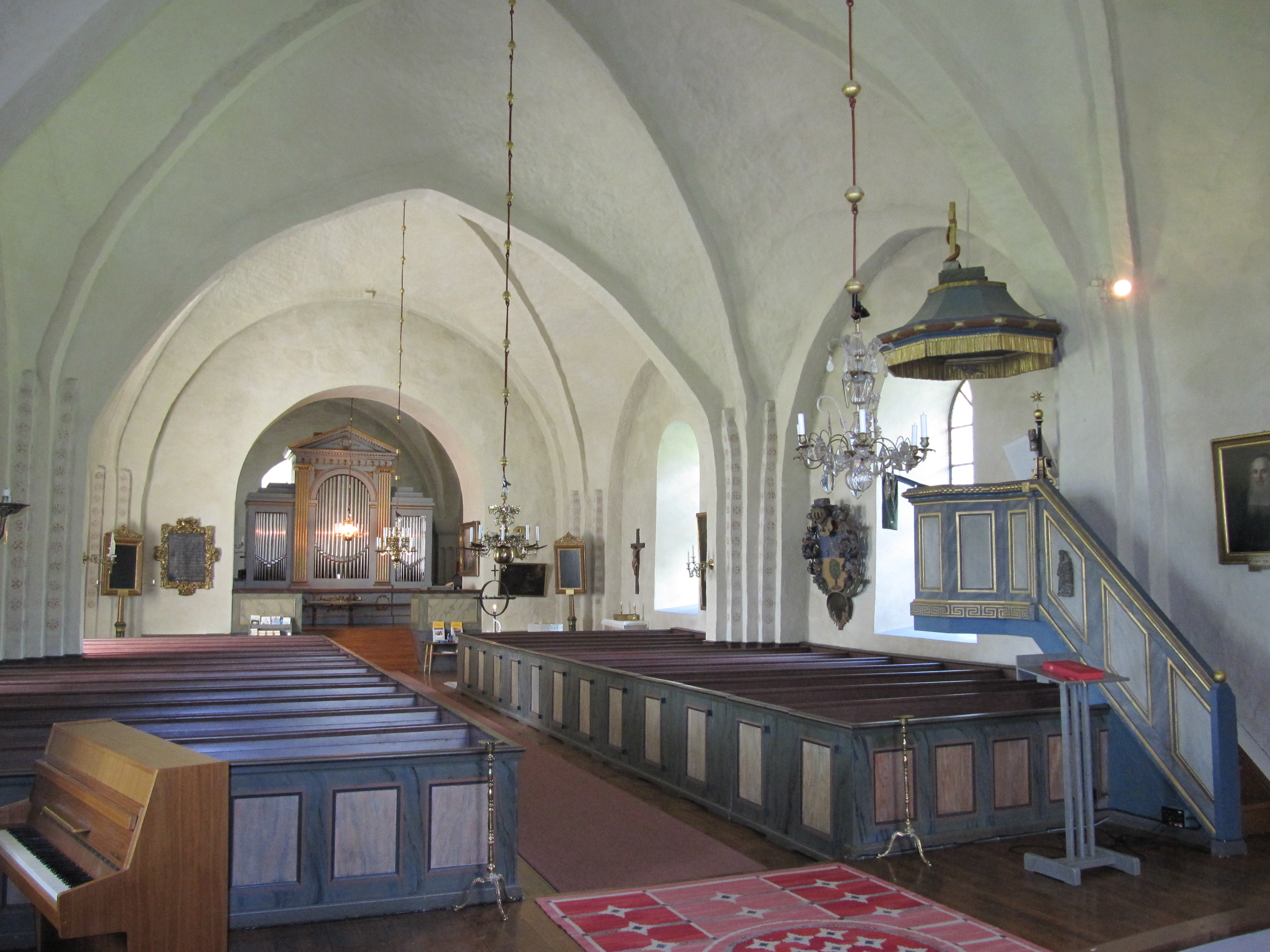
Kyrkorum mot väster
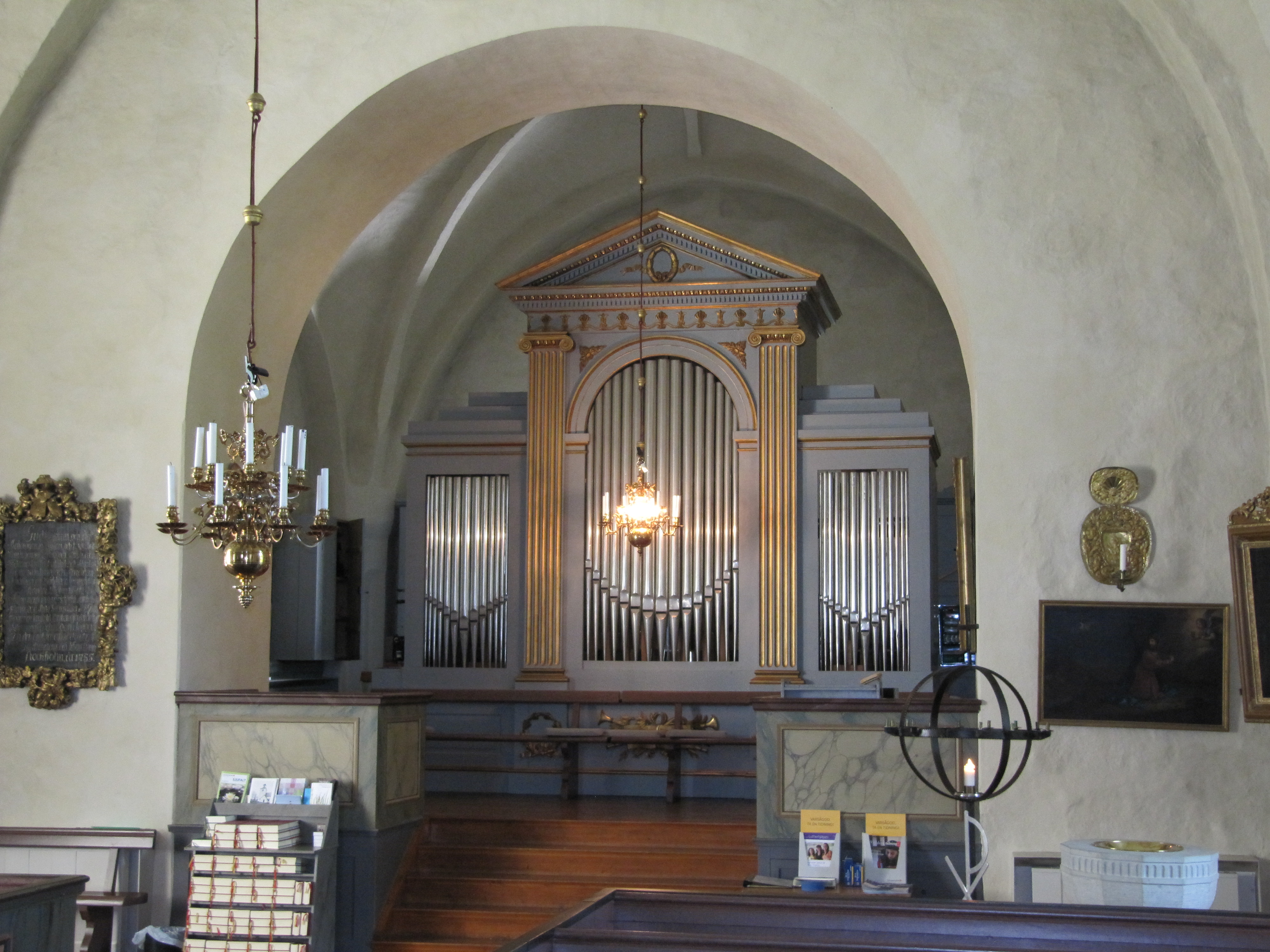
Orgel
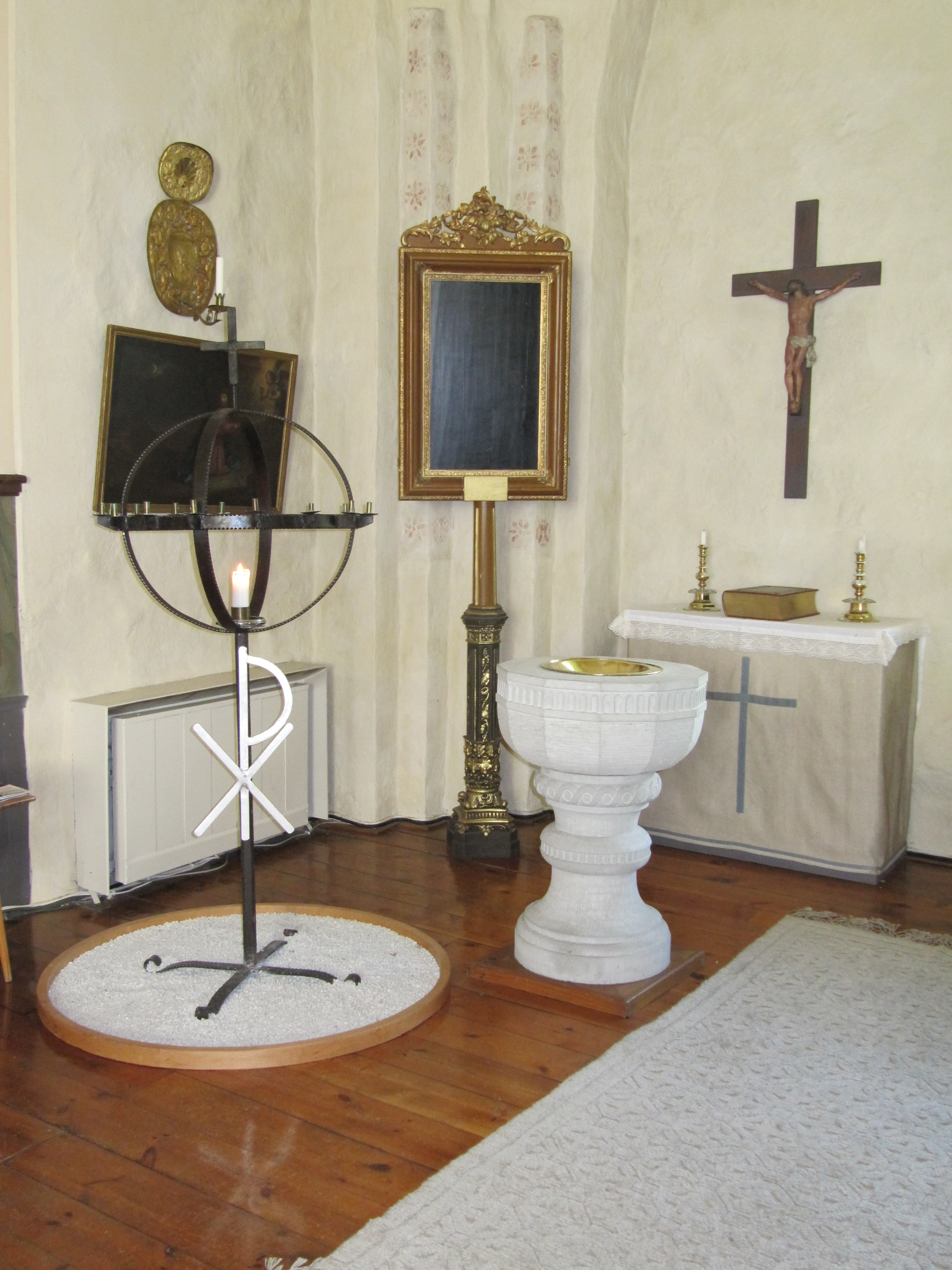
Dopplats
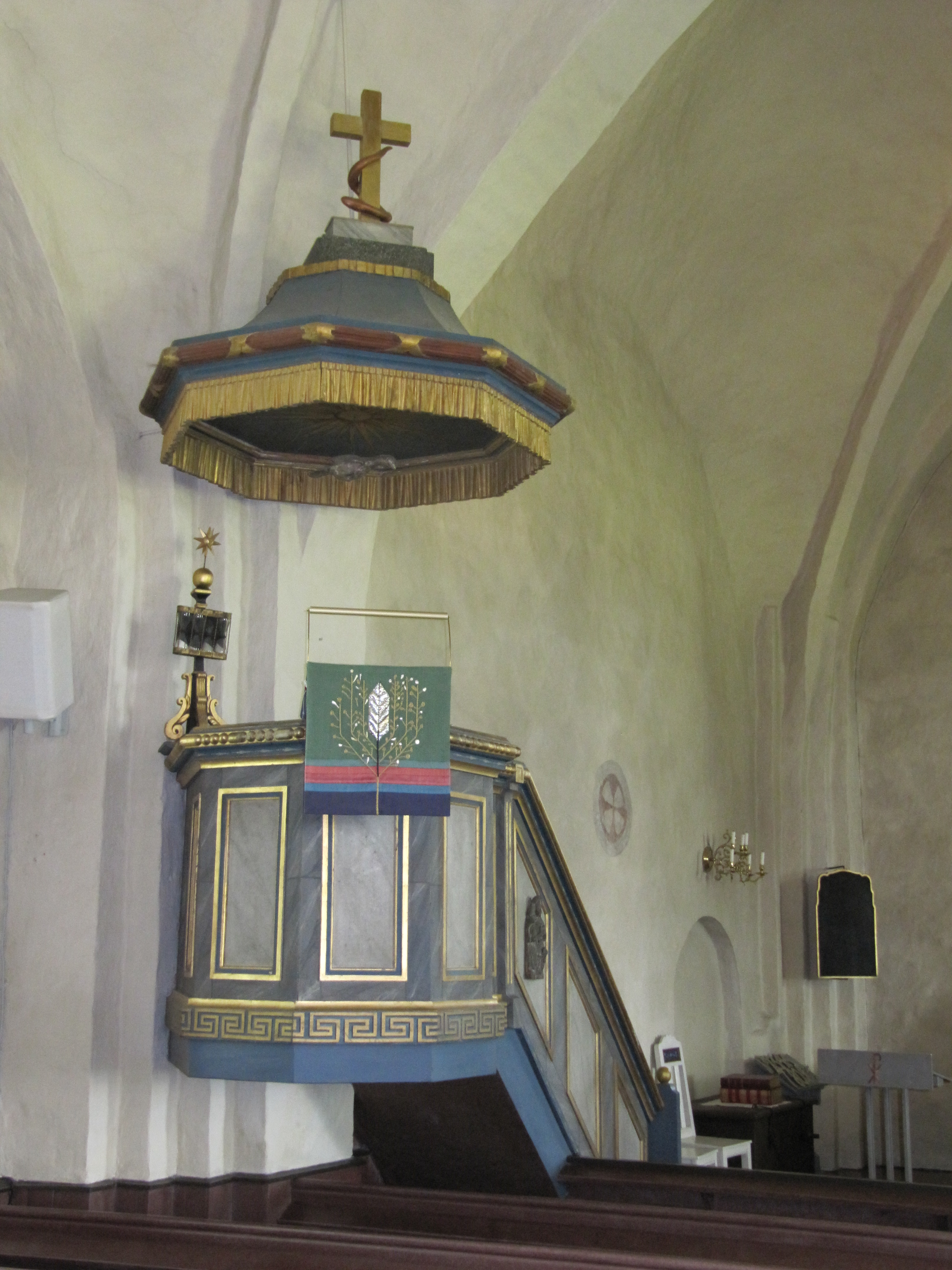
Predikstol
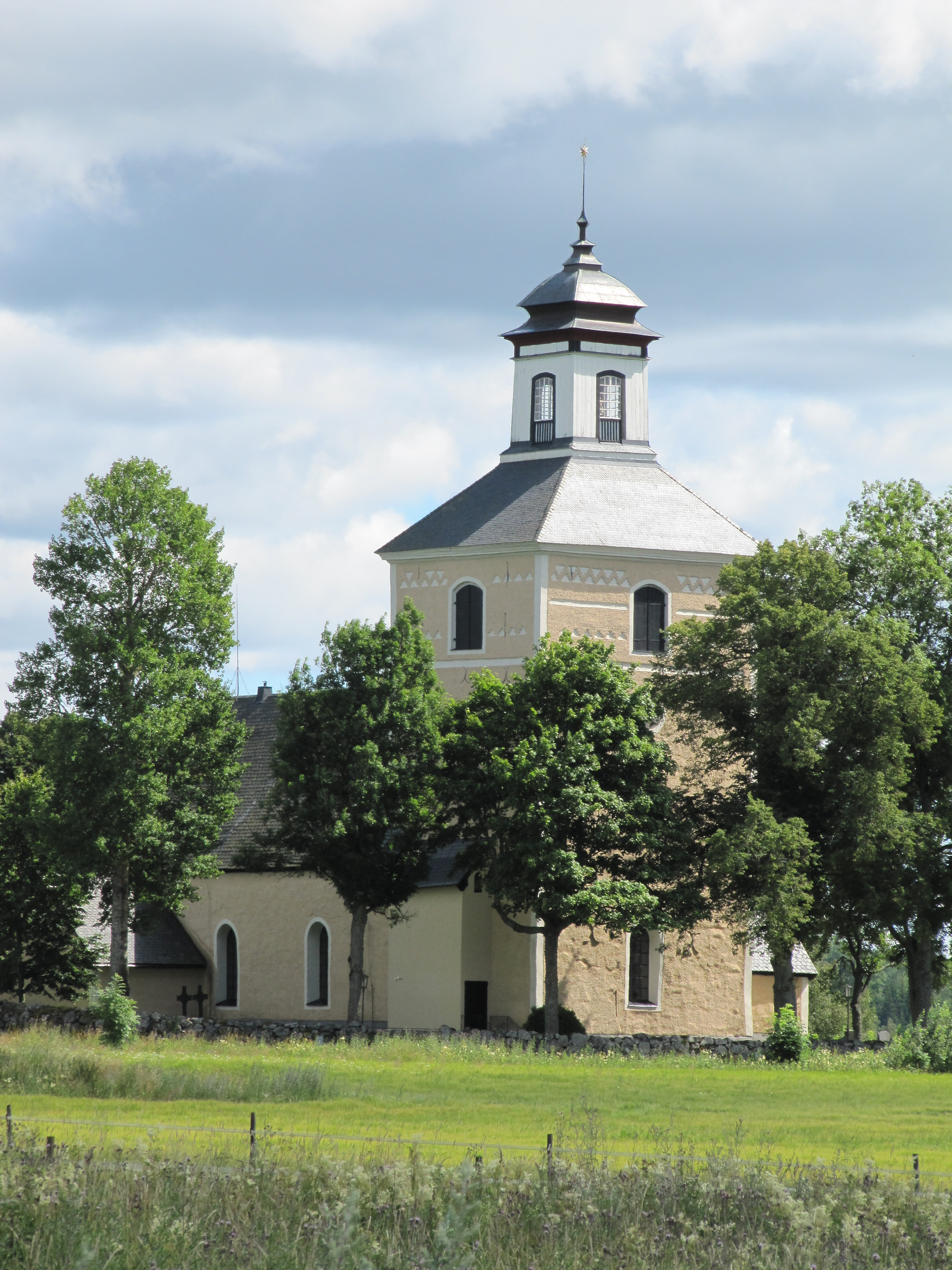
Närtuna kyrka
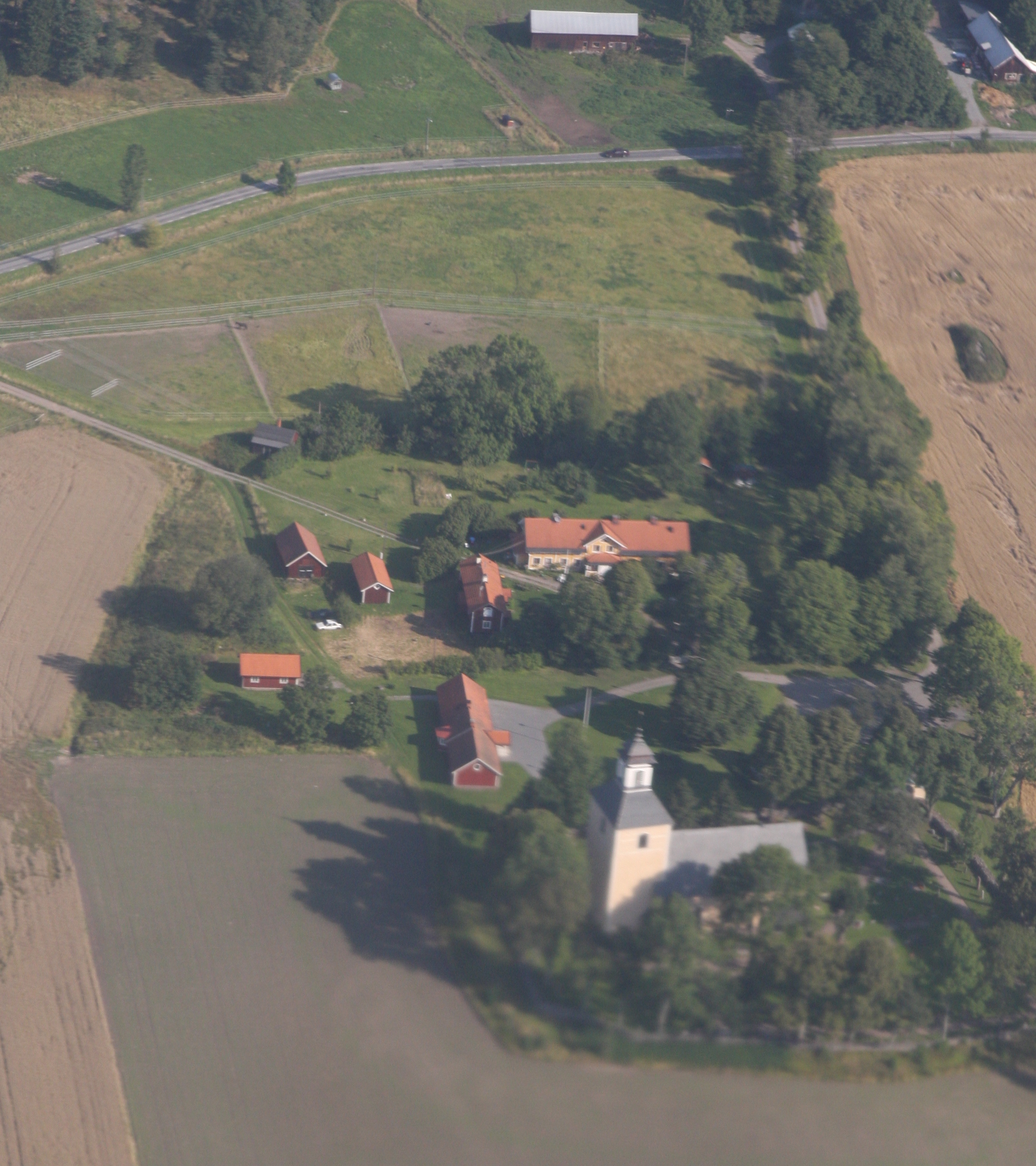
Flygbild över Närtuna kyrka

### Webbkällor
- Upplandia.se - En site om Uppland
- Rimbo pastorat informerar om kyrkan
- www.roslagen.se
- Stockholms läns museum